# 5SOS5
5SOS5 è il quinto album in studio del gruppo musicale australiano 5 Seconds of Summer, pubblicato nel 2022.

## Tracce
1. Complete Mess – 3:26
2. Easy for You to Say – 4:00
3. Bad Omens – 3:35
4. Me Myself & I – 2:57
5. Take My Hand (Joshua Tree version) – 4:57
6. Carousel – 3:56
7. Older (featuring Sierra Deaton) – 3:17
8. Haze – 3:33
9. You Don't Go to Parties – 3:15
10. Blender – 2:27
11. Caramel – 3:10
12. Best Friends – 3:11
13. Bleach – 3:01
14. Red Line – 3:23

Tracce bonus nell'edizione deluxe
1. Moodswings – 2:34
2. Flatline – 3:03
3. Emotions – 3:18
4. Bloodhound – 3:22
5. Tears! – 3:27

## Formazione
Gruppo
- Luke Hemmings – chitarra, voce (tracce 1–8, 10–16, 18), tastiera (1–6, 8, 10–13, 15–19), cori (1–6, 8–15, 17–19)
- Michael Clifford – chitarra (1–2, 4–19), voce (1–2, 10, 12–13, 15, 17–18), tastiera (1–6, 8, 10–13, 15–19), cori (1–6, 8–19)
- Calum Hood – basso, voce (1, 6, 8–10, 13, 15, 18), chitarra (11), tastiera (tutte), cori (1–6, 8–19)
- Ashton Irwin – batteria, voce (8–9, 11, 19), tastiera (1–6, 8–13, 15–19), cori (1–6, 8–19)

Altri musicisti
- James Abrahart – cori (3)
- Jason Evigan – chitarra (3), sintetizzatore (3–4)
- Mark Schick – chitarra (3)
- Sierra Deaton – cori (7)
- Michael Pollack – tastiera (7)
- Colin "Doc" Brittain – tastiera (9)
- Jacob Scesney – sassofono (10)
- Peter Thomas – tastiera (10), cori (10)
- Sly – tastiera (16)
- Elijah Noll – voce (19)

## Classifiche
| Classifica (2022) | Posizione massima |
| ----------------- | ----------------- |
| Australia         | 1                 |
| Canada            | 3                 |
| Italia            | 28                |
| Regno Unito       | 1                 |
| Stati Uniti       | 2                 |